# Golitsin

Pedro I permitió a los Golitzin incorporar el emblema del Gran Ducado de Lituania en su escudo de armas.

Los Golitsin, Galitzin, Galytzin, Galitsin, Gallitsin o Golitsyn (ruso: Голи́цын) son una de las mayores y más nobles casas principescas de Rusia. Después de la extinción en el siglo XVII de la familia Korecki, los Golitsin reclamaron también el señorío dinástico como herederos de la Casa de los Gedimínidas.

## Orígenes
La familia desciende de Yuri Patrikéievich, un príncipe lituano que emigró a la corte de Basilio I de Moscú y se casó con su hermana. Sus hijos y nietos, como Vasián Patrikéyev, son considerados los primeros boyardos rusos. Uno de ellos, el príncipe Mijáil Bulgákov, fue apodado Galitsa a raíz de un guantelete de hierro que llevó en la Batalla de Orsha (1514). Su bisnieto, el príncipe Vasili Golitsin (†1619) fue un personaje activo durante el Período Tumultuoso y fue como embajador a Polonia a ofrecer la corona rusa al Príncipe Vladislao.

## Vasili Vasílievich Golitsin
El príncipe Vasili Golitsin (1643-1714) fue probablemente el mayor hombre de estado ruso del siglo XVII. Pasó sus primeros años en la corte de Alejo I de Rusia, donde fue gradualmente subiendo hasta el rango de boyardo. En 1676 fue enviado a Ucrania para mantener el orden entre los Tártaros de Crimea y tomó parte en la campaña de Chiguirín. La experiencia personal en los inconvenientes y peligros sobre el sistema de preferencias prevaleciente en el ejército ruso, el llamado méstnichestvo, o prioridad de rango, que había paralizado a los ejércitos rusos durante siglos, le hizo proponer su abolición al zar Teodoro III, que lo hizo en 1678.

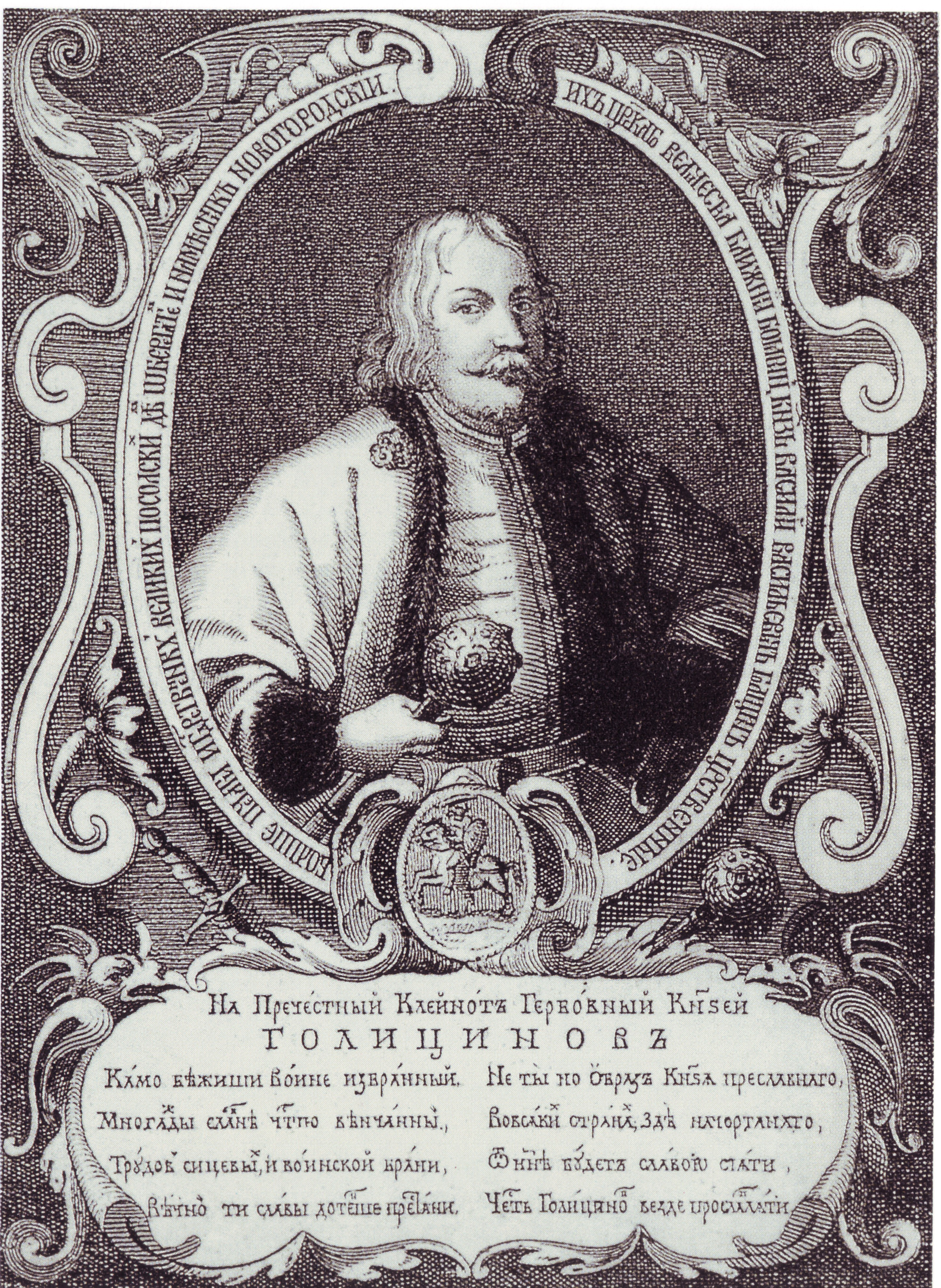
Príncipe Vasili Golitsin.

La revolución de mayo de 1682 puso a Golitsin en cabeza del Posolki Prikaz, o Ministerio de Asuntos Exteriores, y durante la regencia de la zarevna Sofía, hermanastra de Pedro I el Grande, llegó a ser amigo íntimo de ésta, convirtiéndose en el ministro principal del estado, entre 1682 y 1689, y guardián del gran sello, título concedido sólo a dos rusos antes que él, Afanasi Ordín-Nashchokin y Artamón Matvéyev. En los asuntos domésticos su influencia era insignificante, pero su política exterior estuvo distinguida por el Tratado de Nérchinsk de 1689, que definió la frontera de Rusia con China a lo largo del río Amur, y la paz con Polonia de 1683, por la cual Rusia recuperó Kiev. Por los términos del mismo tratado, accedió a la gran liga contra la Sublime Puerta, pero sus dos expediciones contra Crimea (1687 y 1689), la Primera Guerra de Crimea, no tuvieron éxito y lo hicieron extremadamente impopular.
Sólo con las dificultades más extremas, pudo Sofía convencer al joven zar Pedro I para que condecorara al derrotado Vasili Golitsin como si hubiese vuelto vencedor. En la guerra civil entre Sofía y su hermanastro Pedro I (agosto-septiembre de 1689), Golitsin apoyó a su señora por lo que compartió su ruina. Su vida fue perdonada por las súplicas de su primo Borís Golitsin, pero fue privado de su boyardía, sus fincas fueron confiscadas y fue exiliado sucesivamente a Kargopol, Mezen y Jolmogory, donde murió el 21 de abril de 1714.
Golitsin estaba, lo que no era muy usual en la época, bien educado. Fue gran amigo de personajes extranjeros, que lo apodaban el Gran Golitsin. Les expuso algunas medidas de reforma drásticas, como la abolición de la servidumbre, la promoción de la tolerancia religiosa, y el desarrollo de empresas industriales. Como a Golitsin le interesaba evitar la violencia y la represión, su programa era más cauto y realista que el de Pedro el Grande. Las agitaciones políticas evitaron que ejecutara alguno de estos planes.

## Borís Alekséievich Golitsin

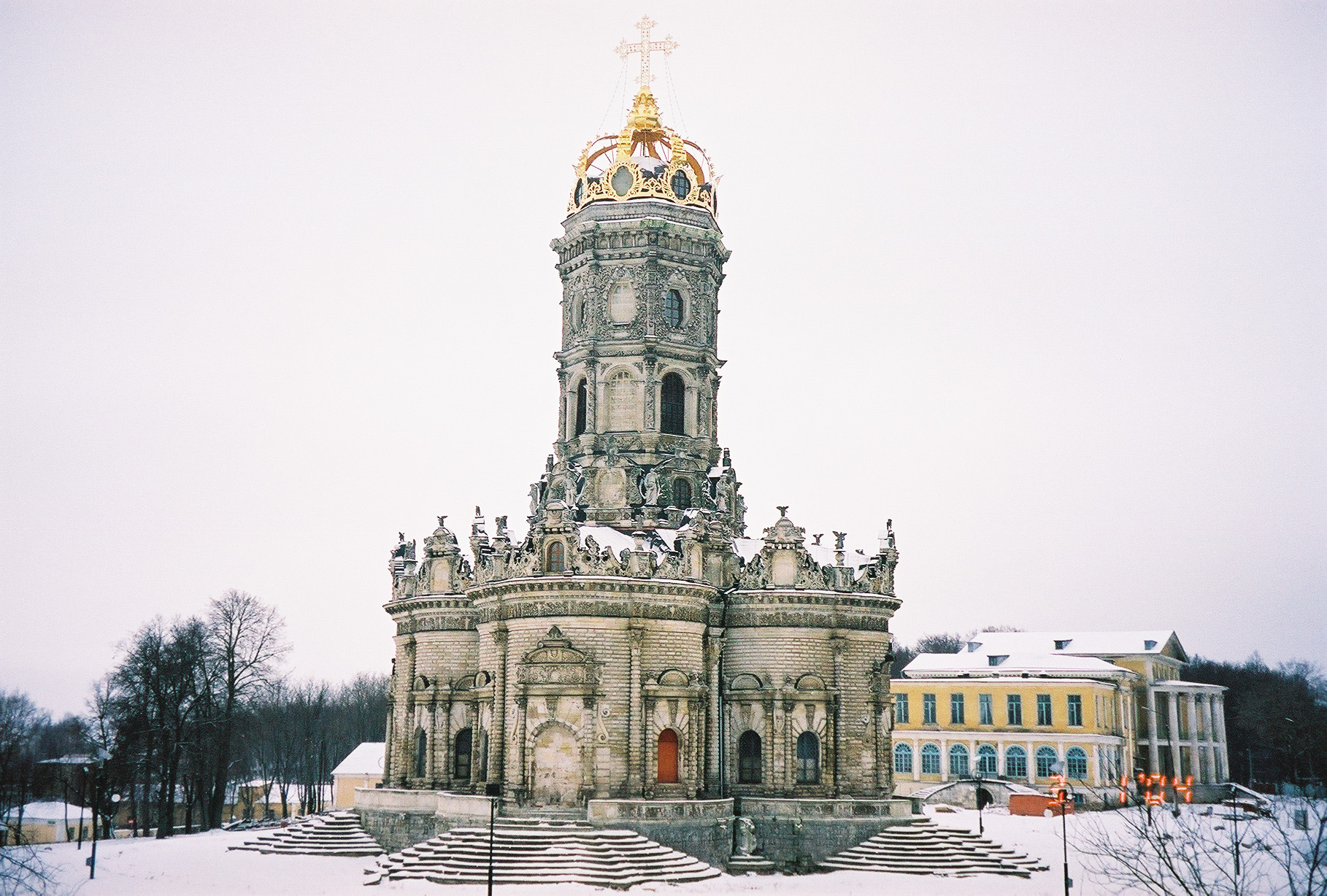
La visión política del príncipe Borís Golitsin se reflejó en la arquitectura prooccidental de su finca Dubrovitsi.

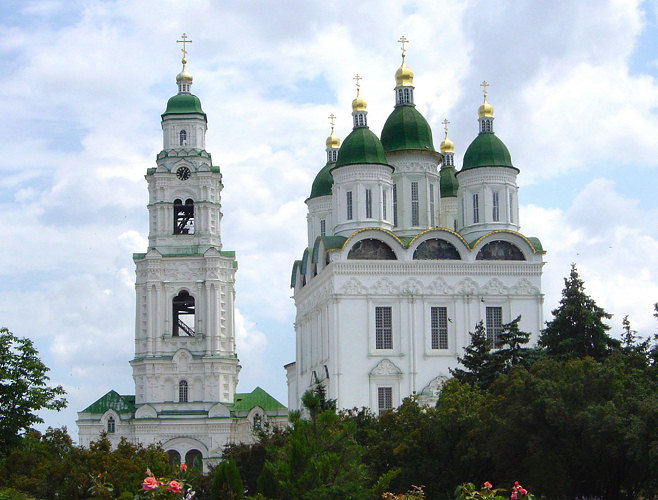
Catedral de Astracán, construida por instancia de Borís Golitsin en 1700-1710.

El adversario político de Vasili Golitsin fue su primo el príncipe Borís Golitsin (1654-1714), chambelán de la corte desde 1676. Fue el jefe de la facción de partidarios del joven zar Pedro I, cuando en 1689 se tuvo que enfrentar con su hermanastra la  zarevna Sofía que usurpaba su trono. También encabezó la reunión del consejo de leales durante la crisis de esa guerra en el Monasterio de la Trinidad y de San Sergio, donde se refugiaron a instancias suyas para derrotar a los boyardos de la facción opositora.
En 1690, fue nombrado boyardo y compartió con Lev Naryshkin, el tío de Pedro I, la dirección de los asuntos domésticos. Después de la muerte de Natalia Narýshkina, madre de Pedro I, en 1694, su influencia creció aún más. Acompañó a Pedro al Mar Blanco entre 1694 y 1695, tomó parte en las Campañas de Azov (1695), y fue uno de los triunviros que gobernó Rusia durante los años del primer viaje al extranjero de Pedro (1697-1698). Su posición fue puesta en entredicho por la Rebelión de Bulavin (1706-1708), que afectó a los territorios bajo su control, lo que destruyó la confianza que Pedro tenía en él. En 1707 fue reemplazado en las provincias del Volga por Andréi Matvéiev. Un año antes de su muerte entró en un monasterio.
Borís Golitsin fue un típico representante de la sociedad rusa de finales del siglo XVII que se inclinaba hacia el mundo occidental. En muchos aspectos, estuvo muy adelantado a su tiempo.
Tuvo una cultivada educación, hablaba latín con una fluidez llena de gracia, frecuentaba la sociedad de estudiosos y educó cuidadosamente a sus hijos según los mejores patrones europeos. Al final de sus días se había convertido en un borrachín, que ofendía a sus anfitriones extranjeros ricos, por lo que perdió la estima de Pedro el Grande, pese a sus buenos servicios en el pasado.

## Dmitri Mijáilovich Golitsin
El Gran Golitsin tenía otro primo, el príncipe Dmitri Golitsin (1665-1737), que destacó por sus intentos de convertir a Rusia en una monarquía constitucional. Fue enviado en 1697 por Pedro el Grande a Italia para aprender sobre los asuntos militares; en 1704 fue nombrado comandante del cuerpo auxiliar que se envió a Polonia contra Carlos XII de Suecia; de 1711 a 1718 fue gobernador de Bélgorod. En 1718 fue nombrado presidente del recientemente formado Colegio del Comercio (ministerio, Коммерц-коллегия) y senador. En mayo de 1723 fue implicado en la caída en desgracia del vicecanciller Piotr Shafírov y fue privado de sus oficinas y dignidades, que sólo recuperaría por mediación de la emperatriz.

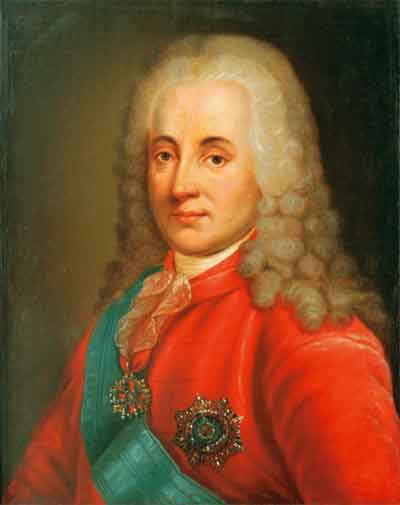
Retrato del príncipe Dmitri Golitsin (1665-1737).

Después de la muerte de Pedro el Grande, Dmitri Golitsin llegó a ser el líder de la vieja facción conservadora que nunca había perdonado el que Pedro repudiara a Eudoxia Lopujiná para casarse con la plebeya Marta Skavrónskaia. Pero los reformistas, representados por Aleksandr Ménshikov y Piotr Tolstói, prevalecieron y Dmitri Golitsin estuvo en un segundo plano hasta la caída de Ménshikov en 1727. Durante los últimos años de Pedro II (1728-1730), Dmtri Golitsin fue el más prominente hombre de estado de Rusia y sus teorías sobre la alta aristocracia fueron puestas en acción completamente.
Cuando Pedro II murió concibió la idea de limitar la autocracia subordinándola a la autoridad del Consejo Supremo, del que era presidente. Esbozó una especie de constitución que Anna Ioánnovna, la elegida nueva emperatriz de Rusia, fue obligada a firmar en Mittau antes de que la dejaran llegar a San Petersburgo. Anna no perdió tiempo en repudiar esa constitución y jamás perdonaría sus autores.
A Dmitri Golitsin lo dejaron en paz, viviendo durante la mayor parte del resto de su vida en retiro, hasta 1736, cuando fue arrestado como sospechoso de cómplice en la conspiración de su hijastro el príncipe Constantin Cantemir. Esto, de todos modos, era simplemente un pretexto para perseguirlo por sus sentimientos antimonárquicos. Un jurado, mayormente compuesto por sus enemigos, lo condenó a muerte, pero la emperatriz le redujo la sentencia a prisión vitalicia en Shlisselburg y la confiscación de todas sus tierras. Murió en su prisión el 14 de abril de 1737, después de tres meses de confinamiento.

## Otros Golitsin notables
El hermano de Dmitri Mijáil Mijáilovich Golitsin, el Mayor (1675-1730) fue un famoso mariscal de campo general, conocido mejor por haber sido gobernador de Finlandia (1714-1721), donde su gobierno severo es recordado por los conquistados como la Ira Mayor (sueco: Stora ofreden).
Mijáil Mijáilovich Golitsin, el Menor (1684-1764) fue almirante general de la flota rusa (1756).

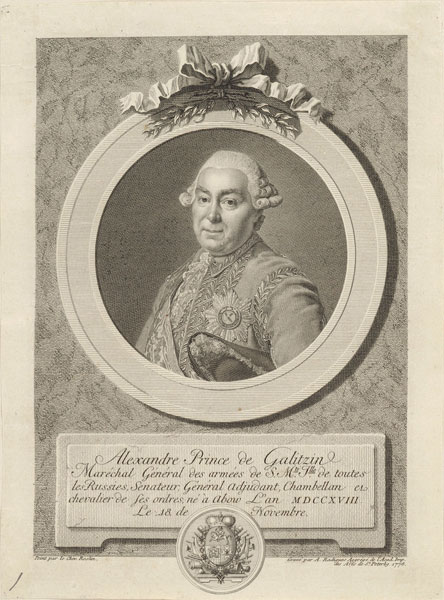
Mariscal de campo Aleksandr M. Golitsin (1718-1783).

El hijo de Mijáil Mijáilovich Golitsin, el Mayor, Aleksandr Mijáilovich Golitsin (1718-1783) fue un diplomático y soldado, que ascendió hasta mariscal de campo y gobernador de San Petersburgo.
Otro hijo de Mijáil Mijáilovich Golitsin, el Mayor, Dmitri Mijáilovich Golitsin (1721-1793), fue embajador ruso en Viena durante el reinado de Catalina la Grande. Es recordado principalmente por el Hospital Golitsin que abrió en Moscú. Fue gran amigo y promotor de Mozart.
El príncipe Dmitri Agustín Dmítrievich Golitsin (1770-1840), también conocido como el Apóstol de los Alleghanies, fue el primer sacerdote católico ordenado en Estados Unidos; existe un asentamiento en Pensilvania llamado como él. Hay una investigación para hacerlo santo, su título actual es Siervo de Dios.

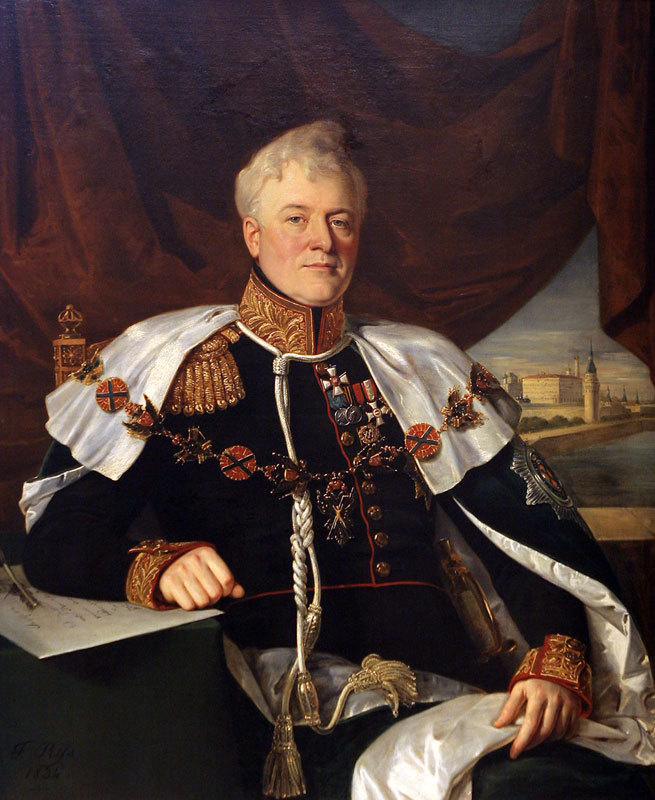
Príncipe Dmitri Vladímirovich Golitsin (o Galitzine) (1771-1844).

El príncipe Dmitri Vladímirovich Golitsin (1771-1844) luchó bravamente durante la Invasión napoleónica de Rusia, fue promovido al rango de Teniente General y gobernó Moscú durante 25 años.
El príncipe Aleksandr Nikoláevich Golitsin (1773-1844) fue un ministro de educación en el gobierno de Alejandro I de Rusia. Lideró la investigación para vislumbrar la cooperación del movimiento masónico en la Revuelta Decembrista de 1825 y sirvió como presidente del Consejo de Estado del Imperio Ruso desde 1838 a 1841.
El príncipe Nikolái Borísovich Golitsin (1794-1866) fue un violoncelista aficionado que encargó a Ludwig van Beethoven escribir sus últimos cuartetos de cuerda, a veces llamados los "Cuartetos Golitsin".
El príncipe Alekséi Vasílievich Golitsin (1832-1901) fue amigo de Piotr Ilich Chaikovski. Como el compositor, Golitsin era homosexual, pero al contrario que el compositor, este vivía abiertamente con su amado, Nikolái Vasílievich Masalitínov (fallecido en 1884).
El príncipe Grigori Serguéievich Golitsin (1838-1907) fue general y gobernador de Transcaucasia entre 1897 y 1904.
El príncipe Lev Serguéievich Golitsin (24 de junio de 1845-8 de enero de 1916) fue uno de los fundadores de los viñedos de Crimea. En su finca de Crimea situada en Novi Svet, construyó la primera fábrica rusa de champán. En 1889 la producción de su bodega ganó la medalla de oro de la exhibición de París en la categoría de vinos espumosos. Llegó a ser supervisor de los viñedos imperiales en Abráu-Diursó en 1891.
El príncipe Borís Borísovich Golitsin (1862-1916) fue un prominente físico que inventó el primer sismógrafo electromagnético en 1906.
El príncipe Nikolái Dmítrevich Golitsin (1850-1925) fue el último primer ministro del Consejo de Ministros del Imperio Ruso, en tiempos de Revolución de febrero de 1917.
Serguéi Golitsin (1909-1989) escribió Memorias de un Superviviente: la familia Golitsin en la Rusia de Stalin, una memoria de sus experiencias en el período que embarca el comienzo de la revolución y la entrada de la URSS en la Segunda Guerra Mundial en 1941.
El príncipe Gueorgui Serguéievich Golitsin (nacido en 1935) es un físico ruso notable por sus investigaciones sobre el invierno nuclear.
El príncipe  Vincent Blagoïevitch Golitsin (nacido en 1970) es un funcionario en ejército francés, antiguo Presidente de la compañía petrolífera rusa EKKOIL. Consejero de comunicación de Vladímir Putin.
El príncipe Leo Golitsin. Escapó de la Rusia soviética durante la Primera Guerra Mundial, para asentarse en Canadá en 1932, siendo un elemento activo en la carrera por el mineral de plata y el radio del Gran Lago del Oso, en los Territorios del Noroeste. Compró un avión y montó una línea de vuelos chárter en el lago. Hacia 1933, Golitsin vivía en Edmonton, Alberta.

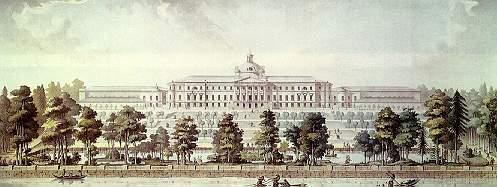
Vista del del Hospital Golitsin de Moscú.